# Saski Baskonia
Saski Baskonia is een Spaanse professionele basketbalclub uit Vitoria-Gasteiz in Spaans Baskenland. De club heeft als sponsor de Baskische bank Laboral Kutxa.
Bekende spelers die hebben gespeeld voor de club zijn: Velimir Perasović, José Calderón, Arvydas Macijauskas, Andrés Nocioni, Fabricio Oberto, Pablo Prigioni, Igor Rakočević, Luis Scola, Goran Dragić, Tiago Splitter, Mirza Teletović, Thomas Heurtel en Fernando San Emeterio.

## Geschiedenis
De club werd opgericht in 1959 als onderdeel van de omnisportvereniging Club Deportivo Vasconia. Ook voetbalclub CD Baskonia maakte daar deel van uit. Het eerste team speelt sinds 1971 op het hoogste niveau van Spanje. In 2001 haalde Baskonia de finale om de EuroLeague. Ze verloren van Kinder Bologna uit Italië in een best-of-5 met 3-2. De laatste jaren haalde Baskonia regelmatig de EuroLeague Final Four. In 2005 verloor Baskonia de finale van Maccabi Tel Aviv uit Israël met 78-90. In 2006 verloren ze in de halve finale van Maccabi Tel Aviv. In 2007 verloren ze de halve finale van Panathinaikos BC uit Griekenland. In 2008 verloren ze de halve finale van CSKA Moskou uit Rusland.
In 1994 haalde Baskonia de finale om de Saporta Cup. Ze verloren van Smelt Olimpija Ljubljana uit Slovenië met 81-91. Het volgende jaar stond Baskonia weer in de finale van de Saporta Cup. Ze verloren van Benetton Treviso uit Italië met 86-94. Als gastheer van de finale om de Saporta Cup in 1996 won Baskonia eindelijk de titel. Ze wonnen in de finale, mede door 31 punten van Ramón Rivas, van PAOK Saloniki uit Griekenland met 88-81.

## Sponsoringnaamgeving
- Schweppes (1974-1977)
- Sallkon (1977-1980)
- Embutidos Celedón (1981-1982)
- Caja Álava (1983-1987)
- Taugrés / TAU Cerámica (1987-2009)
- Caja Laboral / Laboral Kutxa (2009-2016)
- Kirolbet (2018-heden)

## Erelijst
- Saporta Cup: 1995-96: 1
- Spaanse landstitel: 2001-02, 2007-08, 2009-10, 2019-20: 4
- Copa del Rey de Baloncesto: 1994-95, 1998-99, 2001-02, 2003-04, 2005-06, 2008-09: 6
- Spaanse Super Cup: 2005, 2006, 2007, 2008: 4
- Copa Príncipe de Asturias de Baloncesto: 1984-85: 1
- Baskische Cup: 2010-11, 2011-12: 2